# Madison County, North Carolina
Madison County är ett administrativt område i delstaten North Carolina, USA, med 20 764 invånare.  Den administrativa huvudorten (county seat) är Marshall. 

## Geografi
Enligt United States Census Bureau har countyt en total area på 1 170 km². 1 164 km² av den arean är land och 6 km² är vatten.

### Angränsande countyn
- Greene County - norr
- Unicoi County, Tennessee - nordost
- Yancey County - öster
- Buncombe County - söder
- Haywood County, North Carolina - sydväst
- Cocke County, Tennessee - nordväst